# Geografia Iranu

Położenie Iranu

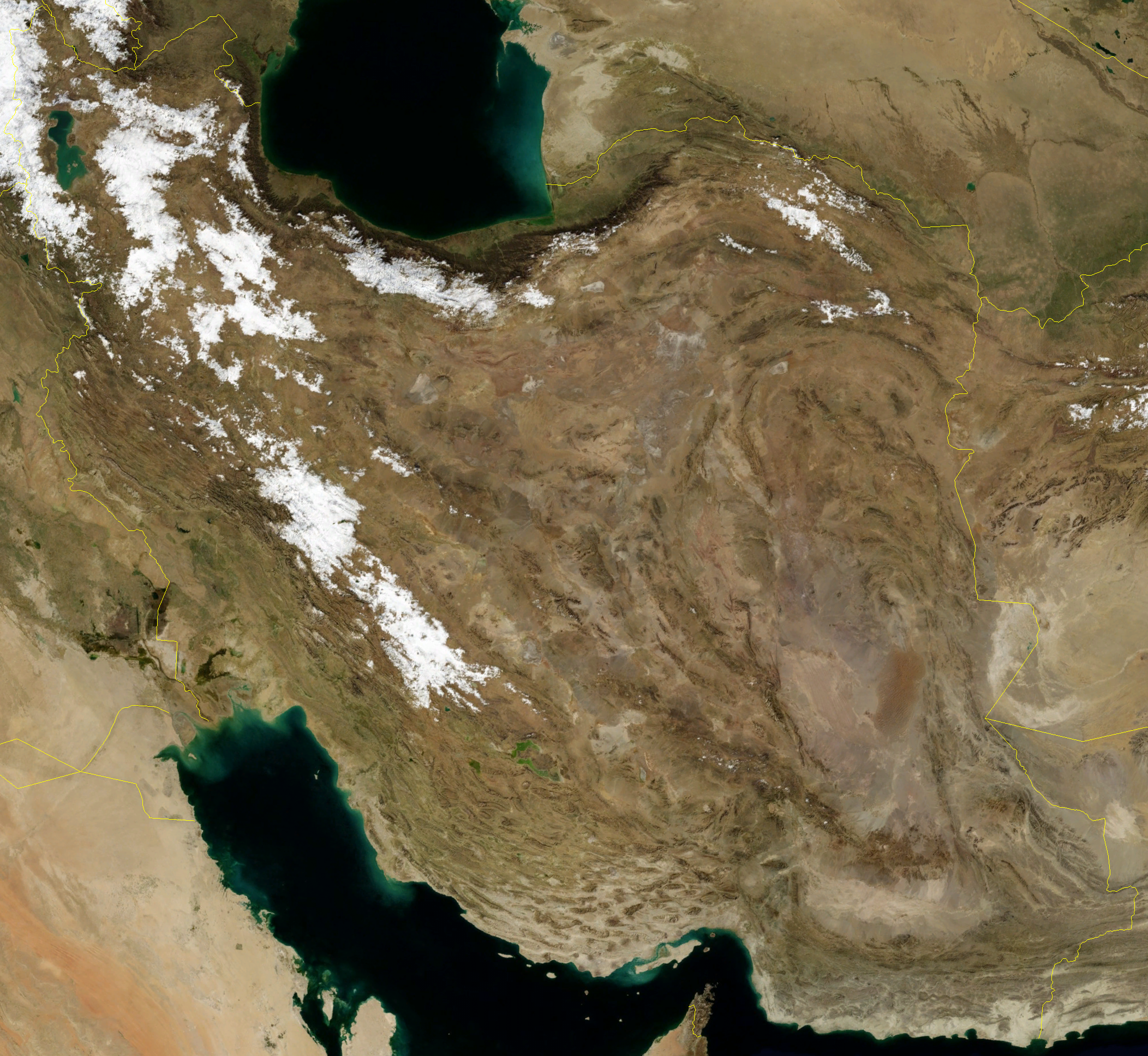
Iran – zdjęcie satelitarne

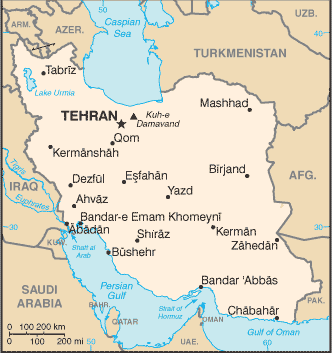
Mapa polityczna Iranu

Iran – mapa orograficzna

Geografia Iranu – obszar badawczy w ramach geografii regionalnej Azji, szczególnie Azji Zachodniej lub Bliskiego Wschodu.
Iran, który do końca 1935 roku był nazywany Persją, jest dużym państwem położonym w Azji Południowo-Zachodniej. Ten wyżynno-górzysty kraj jest jedynym państwem Bliskiego Wschodu, w którym obowiązuje muzułmański kalendarz księżycowy.

## Położenie i powierzchnia
Iran (ofic. Islamska Republika Iranu) leży w Azji Południowo-Zachodniej – na Bliskim Wschodzie, nad Morzem Kaspijskim i zatokami Oceanu Indyjskiego: Perską i Omańską ; od Półwyspu Arabskiego oddzielone wąską cieśniną Ormuz. Zatoka Perska i cieśnina Ormuz to krytyczne drogi transportu ropy naftowej .
Iran graniczy od północy z Azerbejdżanem (długość granicy wynosi 689 km ), Armenią (44 km ), Turkmenistanem (1148 km ), od wschodu z Pakistanem (959 km ) i Afganistanem (921 km ), a od zachodu z Turcją (534 km ) i Irakiem (1599 km ) . Iran kontroluje kilkanaście wysp w Zatoce Perskiej .
Powierzchnia kraju wynosi 1 648 195 km² (1 531 595 km² zajmuje ląd a 116 600 km² wody) . Długość linii brzegowej to 2440 km, w tym linia brzegowa Morza Kaspijskiego 740 km .

## Budowa geologiczna i rzeźba terenu
Iran jest w swej przeważającej części krajem wyżynnym i górzystym . Jedną szóstą jego powierzchni zajmują góry wznoszące się powyżej 1980 m n.p.m.  Średnia wysokość terenu to 1305 m n.p.m.  
Środkową i wschodnią część Iranu zajmuje Wyżyna Irańska o średniej wysokości 1000–1500 m n.p.m., którą ograniczają łańcuchy górskie . Jej północne krańce stanowią Góry Chorasańskie i góry Elburs biegnące wzdłuż południowego wybrzeża do regionu Khorāsān na wschodzie . Znajduje się tu najwyższy szczyt kraju Demawend (5604 m n.p.m. ) Na wschodzie wyżynę ograniczają Góry Wschodnioirańskie a na zachodzie Zagros i Góry Kurdystańskie .
Wnętrze Wyżyny Irańskiej poprzecinane jest kilkoma mniejszymi pasmami górskimi  – najwyższe to Kuh-e Rud za szczytami dochodzącymi do 4420 m n.p.m.  Kotliny tektoniczne zajmują dwie rozlegle pustynie  – pokryta warstwą soli Wielka Pustynia Słona o szerokości 390 km  i Kawir-e Lut rozciągająca się na przestrzeni 320 km z wydmami w części wschodniej  – pustynie te zajmują łącznie ok. 50% powierzchni kraju .
Na północy, nad Morzem Kaspijskim teren gwałtownie opada, przechodząc w depresję (30 m p.p.m.) . Wybrzeże jest wąskie, nizinne i piaszczyste .
Północno-zachodnia część Iranu leży na Wyżynie Armeńskiej, a w południowo-zachodniej części kraju znajduje się fragment Niziny Mezopotamskiej . Wybrzeże Zatoki Perskiej jest nizinne i bagniste, a Zatoki Omańskiej miejscami klifowe] .
Na terenie Iranu występują m.in. złoża ropy naftowej, gazu ziemnego, węgla kamiennego i rudy żelaza .

## Klimat

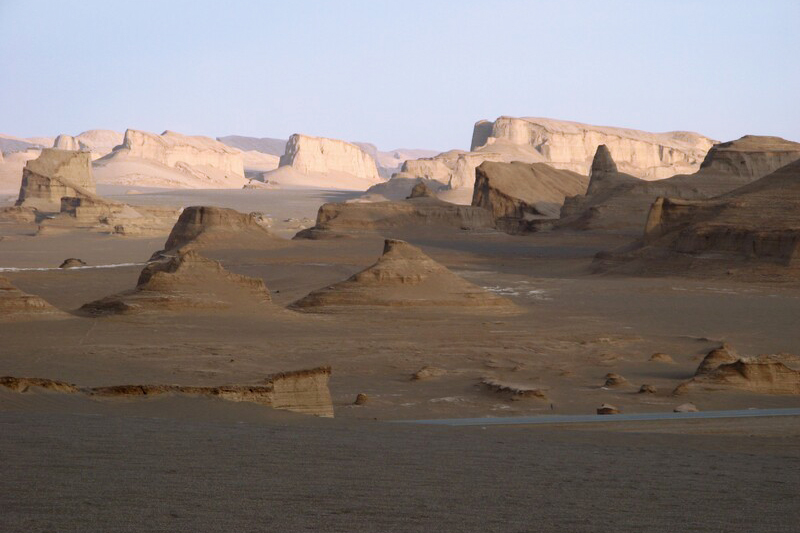
Pustynia Lota

Iran znajduje się pod wpływem wybitnie kontynentalnego klimatu, który ukształtował się pod wpływem otaczających wnętrze kraju pasm górskich. Kraj dzieli się na dwie strefy klimatyczne: podzwrotnikową, która obejmują większą część terytorium państwa i zwrotnikową, obejmującą nadbrzeżną strefę Zatoki Perskiej i Morza Arabskiego, na południu kraju.
Iran należy do bardzo suchych krajów, gdzie opady są niewielkie lub w niektórych miejscach, jak Wielka Pustynia Słona, zdarzają się raz na kilka lat. Jedynie obszary górskie, a zwłaszcza wysokie partie Elbursu, otrzymują znaczne ilości opadów. We wnętrzu kraju średnia roczna suma opadów wynosi od 50 do 100 mm. Podobnie jest na pobrzeżu Zatoki Perskiej i Morza Arabskiego, gdzie wpływ monsunu jest praktycznie żaden. W górach jest bardziej wilgotno, średnie opady wynoszą około 1000 mm, a na Elbursie do 2000 mm rocznie. Obszary wysoko położone na Wyżynie Irańskie otrzymują rocznie do 300 mm deszczu. Wilgotność powietrza i zachmurzenie są silnie uzależnione od odległości od zbiorników wodnych. Największa wilgotność panuje w okresie zimowym, a najniższa latem, gdzie w wielu miejscach obniża się do 20%. W Iranie występuje podział na porę suchą i deszczową, przy czym nie dotyczy to niektórych obszarów Wyżyny Irańskiej, na przykład Wielkiej Pustyni Słonej. Zasadniczo okres suchy trwa około 6–8 miesięcy i zaczyna się w maju, a kończy w październiku. Wyjątek stanowi wybrzeże Morza Kaspijskiego, gdzie występują opady całoroczne.
Temperatury są bardzo skrajne. Najchłodniej jest w styczniu, gdzie ujemne temperatury są notowane w całym kraju. Wyjątek stanowią wybrzeża Zatoki Perskiej i Morza Arabskiego. Średnie zimowe wartości termiczne wahają się od -4 °C na północy kraju do 10 °C na południu. Nad Zatoką Omańską do 16 °C. W górach występuje piętrowość klimatyczna, co wiąże się ze spadkiem temperatur wraz ze wzrostem wysokości. To sprawia, że liczba dni mroźnych w wysokich partiach gór dochodzi do 90. Wraz z nastaniem wiosny temperatury szybko wzrastają, latem wartości te są wysokie lub bardzo wysokie. Na Wyżynie Irańskiej średnia dobowa wynosi od 35 do 40 °C. Najgorętszy region to fragment Niziny Mezopotamskiej, gdzie maksymalne temperatury dochodzą nawet do 50 °C. Także w górach latem jest stosunkowo ciepło. Przeciętnie w górach średnie termiczne wartości wynoszą od 16 do 20 °C.
Klimat Iranu ma jedną ważną cechę – jest kontynentalny. Przez ten fakt temperatury są skrajne nie tylko pomiędzy latem i zimą, ale i skrajność ta dotyczy także przebiegu dobowego. To oznacza, że na przykład zimą w nocy we wnętrzu kraju występują silne mrozy, a dzień jest w miarę ciepło. Latem zaś w dzień we wnętrzu Iranu występują upały powyżej 50 °C, a w nocy jest dość chłodno. Najbardziej łagodny klimat panuje na wybrzeżu Morza Kaspijskiego. Zimą średnie wartości przyjmują około 6 °C, latem zaś średnie jest około 24 °C. Amplitudy dobowe nad Morzem Kaspijskim nie są tak wysokie, jak w pozostałej części kraju. Klimat Iranu cechuje niskie zachmurzenie, które znacząca wpływa na temperatury dzienne na obszarach wysoko położonych.

## Wody
Sieć rzeczna kraju jest słabo rozwinięta, a przeważają obszary bezodpływowe. Tylko jedna trzecia obszaru kraju należy do zlewiska Morza Kaspijskiego i zlewiska Oceanu Indyjskiego (z Zatoką Perską i Omańską). Główną rzeką kraju jest Karun, która bierze swój początek w górach Zagros i jest zasilana wodami rzek Rud e-Dez i Kersan. Karun płynie południe ku Szatt al-Arab, z którą wpada do Zatoki Perskiej. Do tejże zatoki uchodzą też rzeki południowego Iranu jak Mand i Szur. Z Zagrosu biorą też początek rzeki Dijala i Mały Zab, które są największymi lewobrzeżnymi dopływami Tygrysu. Duża stałą rzeką w Iranie jest Ghezel Ouazan, która także wypływa z Zagrosu, płynie ku równinie Gilan i kończy swój bieg w Morzu Kaspijskim. W latach 60. XX w. na tej rzece wzniesiono tamę, dzięki której nie tylko powstała elektrownia wodna, ale spiętrzone wody umożliwiły nawadniania okolicznych terenów rolniczych. Na Wyżynie Armeńskiej, która obejmuje północno-zachodni kraniec Iranu, płynie rzeka Araks. Araks przepływa wzdłuż zachodniej części północnych granic kraju i wpada do Kury, a tym samym należy do zlewiska Morza Kaspijskiego. Większość rzek płynących na obszarze Wyżyny Irańskiej to rzeki okresowe, które wypełniają się wodą w okresie gwałtownych ulew. Niektóre z tych rzek są ciekami niosącymi słone wody.
Na bezodpływowym obszarze Wyżyny Irańskiej występują liczne, niewielkie i płytkie jeziora słone. Jeziora te wysychają w porze suchej i zmieniają się w solniska. W zachodniej części Wielkiej Pustyni Słonej do takich solniskowych zagłębień należy jezioro Namak. Podobne zapadliska występują w południowo-wschodniej części kraju, gdzie znajduje się jezioro Dżas Murian o słabo zasolonych wodach. Największym jeziorem Iranu jest Urmia, leżąca na Wyżynie Armeńskiej. Głębokość tego akwenu dochodzi do 20 m i ulega zmianom, co wiąże się z sezonowością opadów. Jego maksymalna powierzchnia zbliża się do 6000 km².

## Gleby
Dominującymi glebami w Iranie są leptosole, które zajmują znaczne obszary pustynne i górzyste kraju. To gleby inicjalne, które należą do płytkich i nieurodzajnych gleb. Spora część kraju około 15% to gleby słone jak sołonczaki i sołońce. Są to gleby o jasnej barwie i niewielkiej ilości substancji organicznych. Ich jasny kolor pochodzi od dużej zawartości rozpuszczalnych soli. Gleby te występują na terenach pustynnych, ale także w wielu innych miejscach kraju. Na wschodnich krańcach Iranu występują kalcisole, którą są w pewnym sensie glebami żyznymi. Zawierają dużą zawartość jonów, przez co nie sprzyja niektórym uprawom. Niektóre partie Elbursu oraz Nizinę Południowokaspijską pokrywają gleby kasztanowe i kambisole, które charakteryzują się stosunkowo dużą żyznością.

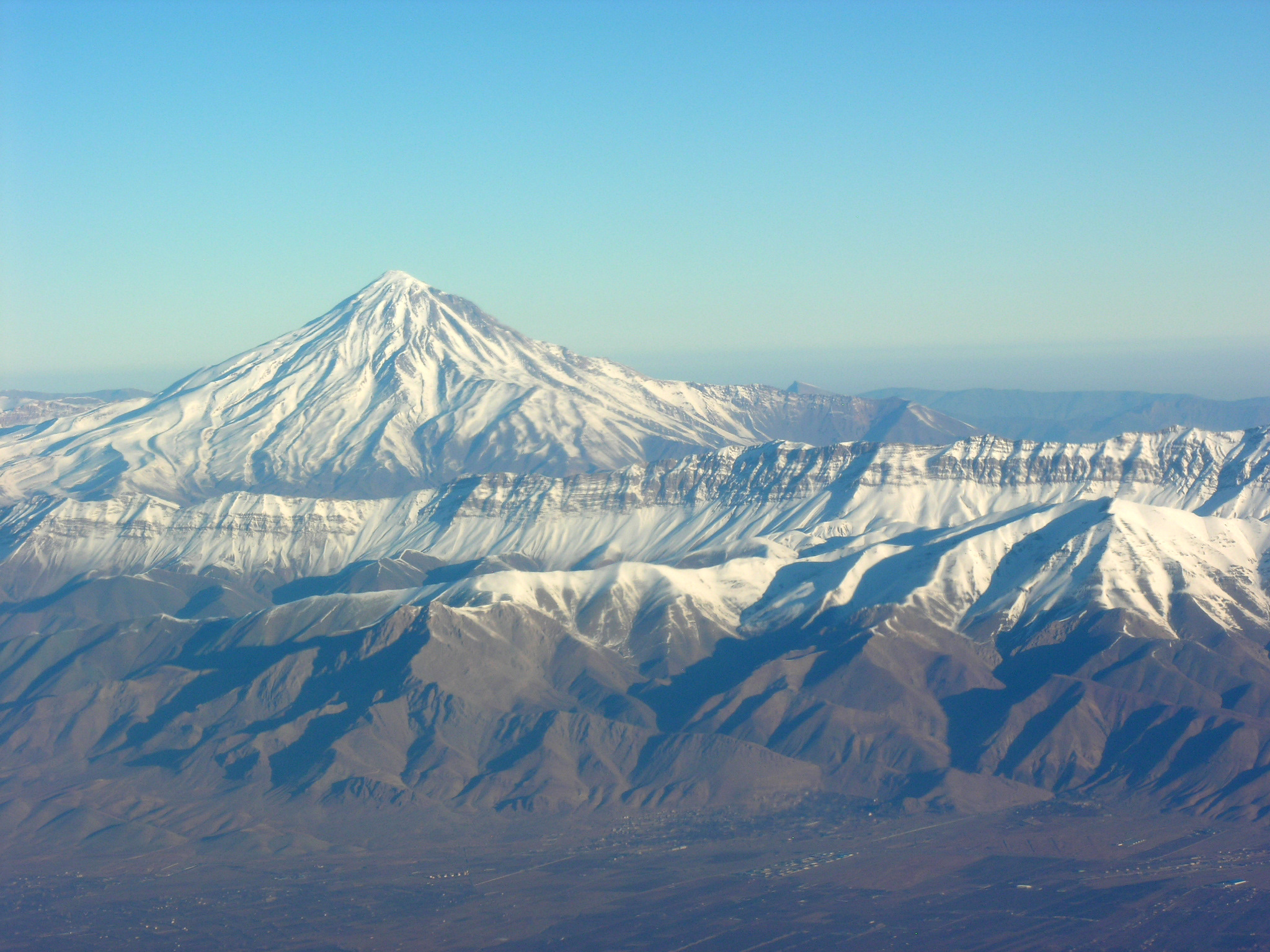
Demawend – najwyższy szczyt Elbursu

## Flora
Na szatę roślinną Iranu ma wpływ rzeźba terenu i dostępność wody. Tereny Wyżyny Armeńskiej są pokryte ubogą szatą roślinną. Powyżej 1000 m n.p.m. rosną jedynie łąki i górskie stepy. Góry Elburs są porośnięte lasami, gdzie rosną dęby, buki i graby. Dotyczy to jednak północnej części tych gór, południowe stoki Elbursu są pokryte skąpą roślinnością pustynno-stepową. Granica lasów w Elbursie sięga 2000 m n.p.m. W Górach Turkmeńsko-Chorasańskich występują stepy, a w ich niskich partiach typowa roślinność pustynna. Lasy w Iranie zajmują około 11% ogólnej powierzchni, a ich największy procent skupia się w regionie Morza Kaspijskiego, głównie we wspomnianych wyżej górach Elbursu. Góry Środkowoirańskie są skąpo porośnięte roślinną półpustynna i stepową, gdzie przeważają rzadkie zarośla. Na wysokościach przekraczających 3000 m n.p.m. rosną łąki alpejskie. Góry Zagros są bardzie zasobne w szatę roślinną niż Góry Środkowoirańskie. Rosną tam widne, zrzucające liście na zimę lasy dębowe z domieszką klonów i czeremchy. Reszta kraju to tereny półpustynne, pustynne, skupiające się głównie na Wyżynie Irańskiej. Tereny tej wyżyny porastają bylice oraz roślinność kserofityczna, głównie krzewy i krzewinki. Obszary Wielkiej Pustyni Słonej i Pustyni Lota to tereny pozbawione roślinności. Irańska części Niziny Mezopotamskiej jest najbardziej urozmaiconych regionem florystycznym Iranu. Oprócz wysokich, traw, trzcin i sitowia, występują tam fragmenty obszarów pustynnych. Poza nimi są to też tereny rolnicze, jak pola uprawne i plantacje palmy daktylowej.

## Fauna
Świat zwierząt Iranu reprezentują gatunki pustynne i półpustynne, charakterystyczne dla Regionu Śródziemnomorskiego. Północne obszary kraju zamieszkuje jeleń, oraz sarny, dziki i koziorożce. Do drapieżników należą niedźwiedzie brunatne i rysie. Obszary pustynne Iranu są zamieszkiwane przez gazelę arabską i nielicznego już onagera, który jest najmniejszym przedstawicielem koniowatych. Drapieżne gatunki pustynne reprezentują: szakal złocisty i karakal. Wybrzeża Morza Kaspijskiego są miejscem bytowania tygrysa i geparda. W lasach leżących na wschodnich krańcach Iranu są zamieszkiwane przez niedźwiedzia himalajskiego. Rzadkim gatunkiem jest w Iranie daniel mezopotamski, występujący przy granicy z Irakiem. Z ptaków najpowszechniejszymi są kuraki i drapieżne, natomiast w pobliżu rzek – ptaki wodne i brodzące. W Iranie żyją liczne gatunki gadów, szczególnie węży jak żmija lewantyjska i kobra indyjska. W wodach Zatoki Perskiej żyje ponad 200 gatunków ryb w tym duże i drapieżne mieczniki i rekiny. Z innych zwierząt wodnych u wybrzeży Iranu, występują homary, krewetki i żółwie morskie. W wodach Morza Kaspijskie żyją jesiotry, które mają duże znaczenie dla irańskiego rybołówstwa.
Obszary chronione zajmują niecałe 5% powierzchni kraju, czyli 79 800 km². Największe parki narodowe to: Park Narodowy Centralny Elburs i Park Narodowy Jezioro Urmia.